# Katechismus
Der Katechismus ist seit dem Beginn der Neuzeit ein Handbuch der Unterweisung in den Grundfragen des christlichen Glaubens. Mit dem Wort Katechismus wurde auch die Taufkatechese für die Erwachsenen und seit der Einführung der Kindertaufe das Glaubensexamen der Taufpaten bezeichnet.

## Etymologie
Das Wort „Katechismus“ stammt als Lehnwort aus dem spätlateinischen catechismus (als Verb catechizare). Catechismus ist wiederum ein Lehnwort aus dem spätgriechischen κατηχισμός katēchismós „Unterricht, Lehre“, das über κατήχησις katḗchēsis „(mündlicher) Unterricht“ (siehe Katechese) vom Verb κατηχεῖν katēcheín abgeleitet ist, das – zusammengesetzt aus κατά katá „herab“ und ἠχεῖν ēcheín „schallen, tönen“ – wörtlich „von oben herab tönen“ bedeutet und im übertragenen Sinne „(mündlich) unterrichten, belehren“. Der unterrichtende Lehrer, der ursprünglich alles mündlich vorsagte, ist der Katechet (κατηχητής katēchētḗs).

## Von der Taufkatechese zum Katechismus im Altertum
Die spätgriechischen Wörter κατήχησις katēchesis und κατηχεῖν katēchein sowie die davon abstammenden spätlateinischen Lehnwörter catechismus und catechizare bezeichnen im christlichen Altertum die „mündliche (Anfangs-)Unterweisung“ zunächst vor und später dann auch nach der Taufe eines Erwachsenen, wobei diese Taufkatechese in der Hauptsache die Auslegung des Apostolischen Glaubensbekenntnisses (Symbolum) sowie des Vaterunser umfasste. Der lateinische Kirchenvater Augustinus von Hippo verwendet als erster für diese mündliche Taufkatechese im Jahr 413 das lateinische Substantiv catechismus. Erst seit dem Beginn des Mittelalters umfasst dann dieses spätlateinische Hauptwort catechismus nicht mehr nur die mündliche Taufkatechese, sondern die gesamte mündliche Unterweisung der Gläubigen, also auch die katechetische Predigt und die Beichtkatechese.

## Geschichte des Katechismus im Mittelalter
Die Geschichte des schriftlichen Katechismus beginnt mit den Aufzeichnungen der mündlichen Katechese über die Taufstücke von Symbolum und Vaterunser, zu denen seit dem 13. Jahrhundert als weitere katechetische Lehrstücke sowohl die Zehn Gebote (Dekalog) wie auch die sieben Sakramente und noch andere Stücke hinzukommen.
Der erste Katechismus wurde im 8. Jahrhundert von dem englischen Gelehrten Alkuin verfasst.
Zu den katechetischen Handschriften im Mittelalter gehören u. a. der Weißenburger Katechismus (nach 789) mit Vaterunser und Symbolum sowie das für die Hand des Beichtvaters verfasste Speculum ecclesiae des Edmund of Abingdon (um 1174–1240) mit dem Dekalog. Die Opuscula (1256) des Thomas von Aquin über Symbolum, Vaterunser und Ave Maria sowie Dekalog und Sakramente wurden von der Synode von Lambeth (1281) zu einem katechetischen Ganzen vereinigt.
Zu den katechetischen Inkunabeln im Spätmittelalter zählen u. a. der Aldersbacher Reimkatechismus (ab ca. 1475) mit Symbolum, Vaterunser, Dekalog, Sakramenten u. a. Ebenfalls gehören in diese Zeit die Katechismus-Tafeln aus Holz (1451; Hildesheim, St. Lamberti) und aus Papier (um 1485; Ulmer Einblattdruck; Nürnberg), beide mit Vaterunser und Ave Maria, Symbolum und Dekalog.

## Konfessionskatechismen der Neuzeit
Mit den Katechismen der Konfessionen beginnt die eigentliche Katechismusgeschichte. Aus der fast unübersehbaren Zahl der seit der Reformation in den verschiedenen christlichen Kirchen benutzten Katechismen seien hier nur die sogenannten Hauptkatechismen genannt, die über größere Zeiträume und Landesgrenzen hinweg für einzelne Konfessionen eine herausragende Bedeutung erlangt haben.

### Lutherische Katechismen
- Der Große Katechismus Martin Luthers mit dem Titel Deudsch Catechismus (Wittenberg 1529) – für den Unterricht der Kinder und Einfältigen – behandelt in der Form lehrstückhafter Darstellung die fünf Hauptstücke: Dekalog, Symbolum, Vaterunser, Taufe und Abendmahl (mit Beichte).
- Der Kleine Katechismus Martin Luthers mit dem Titel Enchiridion. Der kleine Catechismus für die gemeine Pfarrherrn und Prediger (Wittenberg 1529) bringt in 44 nicht nummerierten Fragen und Antworten ebenfalls die fünf Hauptstücke: Dekalog, Symbolum, Vaterunser, Taufsakrament mit Beichte und Altarssakrament.
  - Der Württembergische Katechismus von 1696 beinhaltet größtenteils Luthers Kleinen Katechismus, der jedoch in einzelnen Punkten, vor allem Tauf- und Abendmahlsverständnis, den Lehren von Johannes Brenz folgt.
- Evangelischer Erwachsenenkatechismus. Kursbuch des Glaubens, hrsg. v. Werner Jentsch u. a. Gütersloh 1975.

### Reformierte Katechismen
- Der Große und der Kleine Westminster-Katechismus sind bedeutende Bekenntnisschriften der presbyterianischen Kirchen. Sie wurden im 17. Jahrhundert von der Westminstersynode herausgebracht. Der Große Katechismus beinhaltet 196, der Kleine 107 Fragen und Antworten.
- Der zweite Genfer Katechismus des Johannes Calvin mit dem Titel Le catéchisme de l’Église de Genève (Genf 1542) – für Lehrer und Erwachsene – behandelt in Form von 373 Fragen und Antworten: Symbolum, Dekalog, Vaterunser und Sakramente.
- Der Heidelberger Katechismus mit dem Titel Catechismus Oder Christlicher Vnderricht wie der in Kirchen vnd Schulen der Churfürstlichen Pfaltz getrieben wirdt (Heidelberg 1563) – für Pfarrer und Lehrer gedacht – besteht aus 128, später aus 129 nicht nummerierten Fragen und Antworten und hat die Dreiteilung:
  - 1. „Von des Menschen Elend“ mit dem Doppelgebot der Liebe
  - 2. „Von des Menschen Erlösung“ mit dem Symbolum und den Sakramenten
  - 3. „Von der Dankbarkeyt“ mit dem Dekalog und Vaterunser

### Anglikanischer Katechismus
- Der Church Catechism (1553, revidiert 1572) der Kirche von England mit dem Titel A Catechism that is to say an Instruction to be learned of every person before he be brought to be confirmed by the Bishop mit seinen 25 nicht nummerierten Fragen bzw. Aufforderungen und Antworten ist gegliedert in: Symbolum, Dekalog, Vaterunser und Sakramente.[2]

### Römisch-katholische Katechismen
- Thomas von Aquin: Katechismus des hl. Thomas von Aquin oder Erklärung des Apostolischen Glaubensbekenntnisses, des Vaterunser, Ave Maria und der Zehn Gebote Gottes. Kulmbach 2016, ISBN 978-3-943506-30-3.
- Der größere Katechismus des Petrus Canisius mit dem Titel Summa doctrinae christianae (Wien 1555) – für Studenten gedacht – umfasst mit 213 Fragen und Antworten zwei Hauptteile, wobei der erste Teil „Von der christlichen Weisheit“ den Glauben mit dem Symbolum bringt, die Hoffnung mit dem Vaterunser und Ave Maria, die Liebe mit dem Dekalog und den Kirchengeboten sowie die Sakramente.
- Petrus Canisius: Katechismus des heiligen Petrus Canisius in 113 Bildern. Geordnet und mit Denksprüchen begleitet von Pater Gall Morel. (Kleine historisch-katechetische Bibliothek), Kulmbach 2015, ISBN 978-3-943506-23-5.
- Robert Bellarmin: Kleiner Katechismus oder kurzer Inbegriff der christlichen Lehre. Mit fünfzig Stichen alter Meister (Kleine historisch-katechetische Bibliothek). Kulmbach 2015, ISBN 978-3-943506-29-7.
- Der Catechismus Romanus (Rom 1566), aufgrund eines Dekrets des Trienter Konzils verfasst und für die Pfarrer bestimmt, behandelt in lehrstückhafter Form die vier Hauptstücke: Symbolum, Sakramente, Dekalog und Vaterunser.
- P. Johann Jakob Scheffmacher SJ: Kontrovers-Katechismus zur Belehrung für Katholiken und Protestanten. Kulmbach 2015, ISBN 978-3-943506-24-2.
- Kompendium der christlichen Lehre (Rom 1906) – Pius X.
- Kleiner Katechismus der katholischen Religion (1932) – Wilhelm Pichler.
- Katholischer Katechismus der Bistümer Deutschlands (1955, 288 Seiten). Dem Vorwort nach ist er an Kinder gerichtet. Er vermittelt die Lehrinhalte in Frage- und Antwortform und ist mit erläuternden Texten und Bildern versehen. Wurde häufig auch Kleiner Katechismus oder im Volksmund wegen seines Einbands grüner Katechismus genannt.[3]
- Holländischer Katechismus (Nijmegen 1968); dt. Glaubensverkündigung für Erwachsene, für den die Bischöfe der Niederlande als Herausgeber zeichnen, weist eine Gliederung gemäß der christlichen Heilsgeschichte auf.
- Katholischer Erwachsenen-Katechismus. Band 1 (1985), hrsg. von der Deutschen Bischofskonferenz.
- Katechismus der Katholischen Kirche (1992, 800 Seiten), veröffentlicht durch Papst Johannes Paul II. Dieser für die Bischöfe, Theologen und Kirchenmitarbeiter gedachte Welt-Katechismus ist in die vier katechetischen Hauptstücke Symbolum, Sakramente, Dekalog und Vaterunser gegliedert. Er umfasst die gesamte verbindliche katholische Lehre und soll neben der Heiligen Schrift die zweite Grundlage der Glaubensorientierung sein. Außerdem gilt die Annahme der in ihm dargelegten Lehre als der Maßstab für die Zugehörigkeit zur römisch-katholischen Kirche.[4]
- Katholischer Erwachsenen-Katechismus. Band 2: Leben aus dem Glauben (1995), hrsg. von der Deutschen Bischofskonferenz.
- Kompendium des Katechismus der Katholischen Kirche (2005), Übersetzung aus dem Italienischen im Auftrag der Deutschen Bischofskonferenz, Rechte bei Libreria Editrice Vaticana. Ein „Katechismus für jedermann“ mit nur 250 Seiten, erarbeitet aus dem großen Katechismus der Katholischen Kirche von 1992. Johannes Paul II. ließ ihn seit 2003 von einer Kommission erstellen, die der Präfekt der Glaubenskongregation Kardinal Joseph Ratzinger leitete. Er ist in Frage- und Antwortform gehalten und mit erläuternden Bildern versehen. Das Kompendium ist rechtzeitig zum Weltjugendtag 2005 Köln erschienen und soll einer breiten Öffentlichkeit die unverzichtbaren Glaubenslehren, die wesentlichen Texte und Gebete und die ethisch-moralischen Forderungen der römisch-katholischen Kirche erläutern, um der weit verbreiteten Unsicherheit in Glaubens- und Lebensfragen entgegenzutreten.
- Der Jugendkatechismus Youcat (2011) entstand auf Initiative des Wiener Kardinals Christoph Schönborn. Er will in Frage-und-Antwort-Form und in jugendnaher Sprache die wichtigsten Inhalte des Katechismus der Katholischen Kirche darlegen.
- Marie-Barthélemy Couissinier: Bilderkatechismus (Kleine historisch-katechetische Bibliothek). Kulmbach 2015, ISBN 978-3-943506-26-6.
- Youtube-Kanal zu 3MC (72 Episoden in 10 Sprachen)

### Neuapostolischer Katechismus
Im Jahr 2002 entschied sich die Kirchenleitung der NAK dazu, ebenfalls ein umfassendes Grundlagenwerk über die neuapostolische Glaubenslehre zu erstellen. Dies konnte zehn Jahre später mit dem am 10. Dezember 2012 veröffentlichten Katechismus der Neuapostolischen Kirche schlussendlich verwirklicht werden. Dieser löst damit das 1995 zuletzt aktualisierte Lehrwerk Fragen und Antworten über den neuapostolischen Glauben endgültig ab.

### Quäker
Der Text von Robert Barclay Catechism and Confession of Faith von 1673 zählt hierbei zu den bis heute noch wichtigsten katechistischen Schriften der Quäker.

### Unitarismus
Der Rakauer Katechismus von 1605 ist die Zusammenfassung der von Lelio und Fausto Sozzini initiierten radikal-reformatorischen Theologie des Sozinianismus. Er ist bis heute eine der bedeutendsten Bekenntnisschriften des Unitarismus.

## Katechismus als Buchtitel
Erst seit dem Beginn der Neuzeit ist durch den portugiesischen Bischof Diogo Ortiz de Vilhegas das lateinische Hauptwort catechismus als altportugiesisches Lehnwort Cathecismo übernommen und erstmals als Buchtitel für seine schriftliche Katechese, den Cathecismo Pequeno (Lissabon 1504), gewählt worden. Schon bald danach fand sowohl das lateinische Wort catechismus als auch das entsprechende und der jeweils eigenen Sprache angepasste Lehnwort Eingang in die romanischen, germanischen und slawischen Sprachen. Der lateinische Buchtitel war von Martin Luther (1529), von den Verfassern des Heidelberger Katechismus (1563), aber auch für den Catechismus Romanus gewählt worden, das französische Catéchisme wurde von Johannes Calvin (1542) und das englische catechisme (1553) von der Kirche von England verwendet.
Allerdings wurden solche Handbücher während der Zeit der Reformation und Gegenreformation auch noch anders bezeichnet. So hat Martin Luther seinen Kleinen Katechismus auch als Enchiridion (1519) betitelt, und Petrus Canisius verwendete den Titel Summa (1555). Erst in späterer Zeit wurde das Wort Katechismus fast ausschließlich zum Titel des Handbuchs für ein Grundwissen, das bei der Katechese in Kirche und Elternhaus – später dazu in der Schule – als Leitfaden diente.

## Inhalt mit Gliederung und Darstellungsform
Der inhaltliche Aufbau in den Katechismen folgt entweder dem Verlauf der christlichen Heilsgeschichte wie beim Holländischen Katechismus oder der Systematik, und im letzteren Fall vor allem im Anschluss an die katechetischen Hauptstücke wie Symbolum, Vaterunser, Dekalog und Sakramente. Obgleich alle erwähnten Konfessionskatechismen die vier vorgenannten Hauptstücke bieten, spiegeln sie doch das Selbstverständnis ihrer jeweiligen Konfession wider, wobei in dem die Sakramente bestimmenden Hauptstück die größten Unterschiede zwischen den Konfessionen bestehen. Während die Katechismen der lutherischen, reformierten und anglikanischen Kirchen nur die Taufe und das Abendmahl behandeln, bringen die der römisch-katholischen und orthodoxen Kirchen sieben Sakramente bzw. Mysterien.
Die Anordnung und damit zugleich verbunden die Gliederung des katechetischen Lehrstoffs in den verschiedenen Katechismen variieren. In der von Martin Luther in seinen beiden Katechismen (1529) gewählten Reihenfolge stehen der Dekalog vor dem Symbolum und das Vaterunser vor den zwei Sakramenten. Der Genfer Katechismus von Johannes Calvin und der Church Catechism bieten die Reihenfolge: Symbolum und Dekalog sowie Vaterunser und zwei Sakramente. Petrus Canisius wählte als Reihenfolge: Symbolum, Vaterunser, Dekalog und sieben Sakramente. Die Reihenfolge Symbolum, Sakramente, Dekalog und Gebet bieten sowohl der Heidelberger Katechismus wie der Catechismus Romanus, ersterer allerdings mit zwei Sakramenten und letzterer mit sieben Sakramenten.
Nach der unterschiedlichen Darstellungsform spricht man von einem „Lehrstück-Katechismus“, wie bei dem Großen Katechismus Martin Luthers und beim Catechismus Romanus oder von einem „Frage-und-Antwort-Katechismus“ (oder „in klassischer Katechismus-Form“) wie bei dem Kleinen Katechismus Martin Luthers, dem Genfer Katechismus von Johannes Calvin, dem Heidelberger Katechismus, dem Church Catechism, dem Katechismus des Petrus Canisius, dem KKK-Kompendium oder einer Vielzahl von für den Religionsunterricht herausgegebenen Katechismen.

## Adressatenkreis
Je nach den Adressaten dieses katechetischen Handbuches kann man unterscheiden zwischen einem Lehrbuch für die Bildungsvermittler oder einem Lernbuch für die Bildungsempfänger, zwischen einem Katechismus für Kinder bzw. Jugendliche – so verfasste zum Beispiel Petrus Canisius seinen großen Katechismus für die studentische Jugend – oder einem Katechismus für Erwachsene – so ist zum Beispiel der Genfer Katechismus von Johannes Calvin für Lehrer bestimmt, der Heidelberger Katechismus und Martin Luthers Kleiner Katechismus für die Geistlichen und der Catechismus Romanus für die Pfarrgeistlichen.

## Außerkatechetische und außerchristliche Katechismen
Seit 1760 wird der Buchtitel Katechismus auch für Handbücher anderer – außer-katechetischer und außer-kirchlicher – Gebiete gewählt, wie zum Beispiel: 
- Gesundheitskatechismus (1792), ein früher[6] Gesundheitsratgeber, der sich explizit an Schullehrer und Kinder richtete, war der Gesundheitskatechismus zum Gebrauche in den Schulen und beym häuslichen Unterrichte von Bernhard Christoph Faust,[7] von dem acht Jahre nach dem ersten Entwurf, 1800, bereits 150.000 Exemplare verkauft wurden. Er war zu diesem Zeitpunkt bereits in die holländische, dänische, böhmische, ungarische, englische, mährische, schwedische, polnische, lettische, slowakische und lateinische Sprache übersetzt und in vielen Schulen als Lehrbuch eingeführt worden. Nachfolger der Tradition der Gesundheitskatechismen wurde das ab 1833 erscheinende Pfennig-Magazin.[8]
- Katechismus der Musik (1853–1857)[9]
- Katechismus des Völkerrechts, Leipzig 1877
- Katechismus des guten Tons und der feinen Sitte, Leipzig 1892
- Buddhistischer Katechismus, Braunschweig 1888
- Kleiner islamischer Katechismus, Ankara 1960

Weiterhin trägt eine Sherlock-Holmes-Detektivgeschichte den Namen Der Katechismus der Familie Musgrave.

## Bibliographie
- Gerhard J. Bellinger: Katechismus IV. Konfessionskundlich/Ökumenisch. In: Gerhard Krause, Gerhard Müller (Hrsg.): Theologische Realenzyklopädie. Band 17: Jesus Christus V – Katechismuspredigt. de Gruyter, Berlin u. a. 1988, ISBN 3-11-011506-9, S. 738–744.
- Werner Chroback (Hrsg.): Der Katechismus von den Anfängen bis zur Gegenwart. Schnell u. Steiner, München u. a. 1987, ISBN 3-7954-0644-7 (Bischöfliches Zentralarchiv und Bischöfliche Zentralbibliothek Regensburg. Kataloge und Schriften 1).
- Mary Jane Haemig: Catechisms, in: Europäische Geschichte Online, hrsg. vom Institut für Europäische Geschichte (Mainz), 2014, abgerufen am 11. März 2021 (pdf).
- Eugen Paul, Günter Stachel, Wolfgang Langer: Katechismus – ja? – Nein? – Wie? Drei Diskussionsbeiträge. Benziger, Zürich u. a. 1982, ISBN 3-545-21525-3 (Studien zur Praktischen Theologie 25).
- Bertram Stubenrauch, Manfred Seitz: Katechismus. In: Lexikon für Theologie und Kirche. Band 5: Hermeneutik bis Kirchengemeinschaft. 3. völlig neu bearbeitete Auflage. Herder, Freiburg u. a. 1996, ISBN 3-451-22005-9, Sp. 1311–1317.
- Dominik Burkard (Red.): Glaubensunterweisung historisch. Katechismen als Forschungsgegenstand (= Themenschwerpunkt Rottenburger Jahrbuch für Kirchengeschichte 39, 2020). ISBN 978-3-7995-6389-5, Ostfildern 2021.